# Scelolophia rubrotincta
Scelolophia rubrotincta är en fjärilsart som beskrevs av George Duryea Hulst 1901. Scelolophia rubrotincta ingår i släktet Scelolophia och familjen mätare. Inga underarter finns listade.